# Synagoge (Emmen)

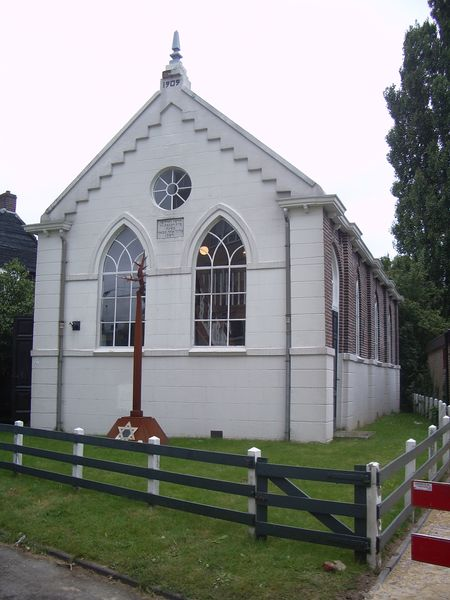
Synagoge in Emmen

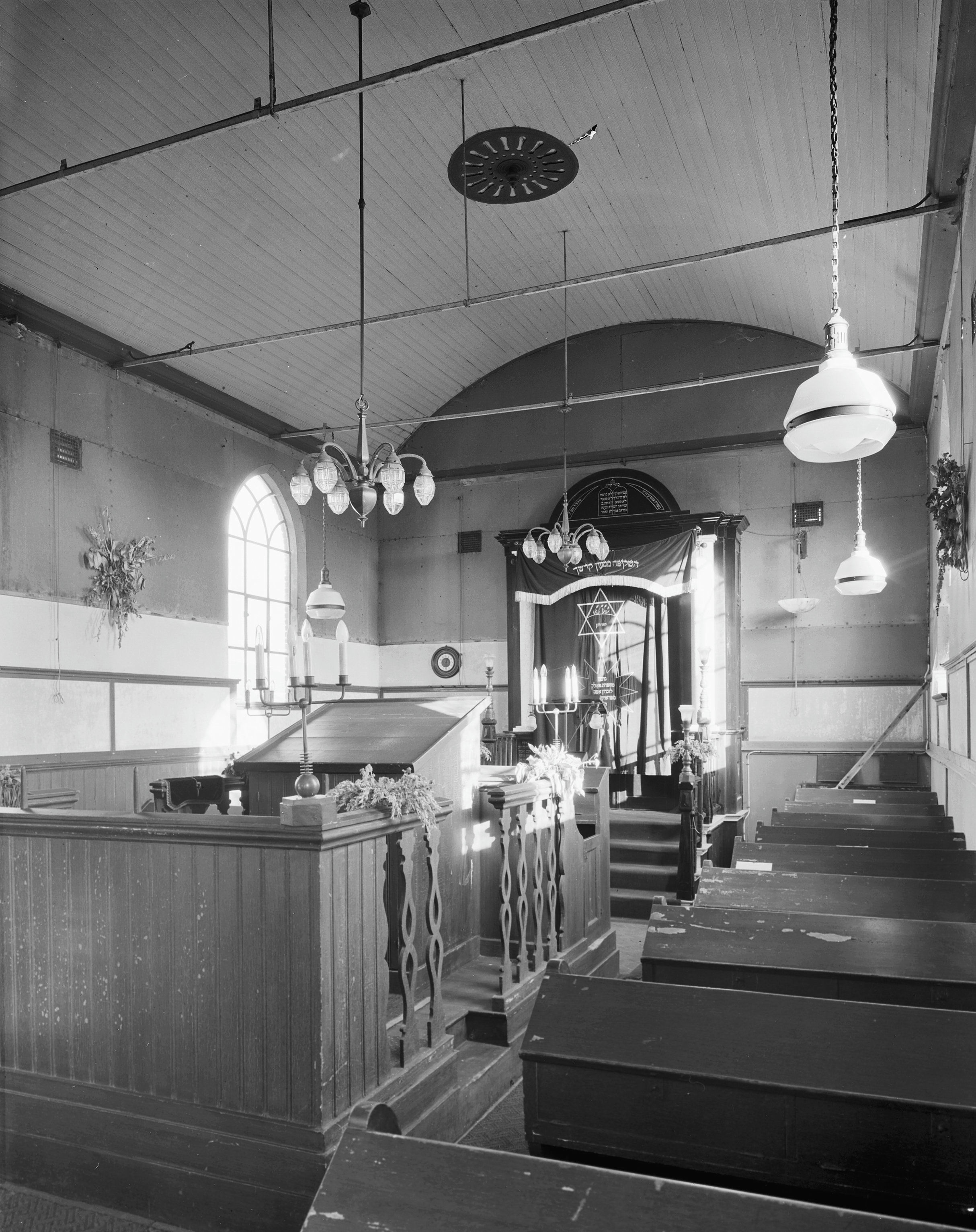
Innenansicht

Die Synagoge in Emmen, einer Gemeinde in der Provinz Drenthe der Niederlande, wurde 1878 errichtet und 1909 vergrößert. Im Jahr 1942 wurde während der nationalsozialistischen Judenverfolgung die jüdische Gemeinde ausgelöscht. Die profanierte Synagoge im Stil der Neugotik befindet sich an der Julianastraat Nr. 27. 
Das renovierte Gebäude, das seit einigen Jahren der Gemeinde Emmen gehört, wird für Kulturveranstaltungen genutzt.